# Brachypelma albiceps
Brachypelma albiceps é uma espécie de aranha pertencente à família Theraphosidae.